# 바바메촌
바바메촌(馬場目村)은 아키타현 미나미아키타군에 있던 촌이다.

## 역사
- 1889년 4월 1일 - 정촌제 시행에 의해 바바메촌이 성립하였다.
- 1955년 3월 31일 - 고조메 정.우치가와촌, 오카와촌, 후쓰나이촌과 합병해 고조메정이 되었다.